# ロジャー・クレイグ (アメリカンフットボール)
ロジャー・クレイグ（Roger Timothy Craig 1960年7月10日- ）は、アイオワ州ダベンポート出身の元NFL選手。サンフランシスコ・フォーティナイナーズ時代の1985年、1989年、1990年の3回のスーパーボウルをジョー・モンタナやジェリー・ライスと共に制覇した。愛称はフレディー・ソロモンが名づけたCATFISH（ナマズ）。ラン、レシーブだけでなく、ブリッツをピックアップするブロック能力にも長けていた。

## 経歴

### プロ入りまで
高校時代にはハードル走の選手だった。ネブラスカ大学時代、1981年のフロリダ州立大学との試合では自陣6ヤード地点から94ヤードのタッチダウンランを記録している。

### サンフランシスコ・フォーティナイナーズ
大学卒業後、1983年のNFLドラフト2巡目で指名された彼は最初の4年間はフルバックとして起用された。1年目からチームトップの725ヤードを走り、ランとパスレシーブであわせて12TDをあげて、49ersがNFCチャンピオンシップゲームまで進出するのに貢献した。彼はニーアップ走法で知られるようになった。
2年目の1984年は10タッチダウンをあげた。1985年1月20日に行われた第19回スーパーボウルで彼はランで58ヤード、パスレシーブ7回で77ヤードを獲得、スーパーボウル記録となる3つのタッチダウンを記録、チームはマイアミ・ドルフィンズを38-16で下し、チーム史上2度目のスーパーボウル制覇を遂げた。
1985年のシーズンに彼はNFL史上初のランアテンプト214回で1,050ヤード、パスレシーブ92回（NFL史上初めてRBとしてシーズンレシーブ数トップになった。）で1016ヤードを獲得、同一シーズンにそれぞれで1,000ヤード以上を獲得した選手となった、（その後この記録を達成したのはマーシャル・フォークのみ）。また15タッチダウンを挙げて初のプロボウルに選ばれた。
1986年にもランで830ヤード、81回のレシーブで7タッチダウンをあげた。
1987年にハーフバックにコンバートされた。
1988年にはAP通信よりNFLオフェンシブ・プレイヤー・オブ・ザ・イヤーに、UPI通信よりNFC最優秀選手に選ばれた。キャリア最高の1,502ヤードを走り、76回のパスレシーブで534ヤードを獲得した。第7週に行われたロサンゼルス・ラムズ戦では自己ベストの191ヤードを走り、3つのタッチダウンランを記録した。ポストシーズンの2試合でもラン、レシーブで合計262ヤードを獲得、チームは第23回スーパーボウル出場を決めた。シンシナティ・ベンガルズとの試合ではランで71ヤード、8回のパスキャッチで101ヤードを獲得しチームは20-16で勝利した。
1989年にはラン、レシーブで合計1,527ヤード、7タッチダウン、プレイオフに入っても2試合で240ヤード獲得、2タッチダウンをマーク、49ersは2年連続のスーパーボウル出場を果たした。デンバー・ブロンコスとの第24回スーパーボウルは55-10で49ersが勝利した。この試合でもクレイグはランで69ヤード、5回のレシーブで34ヤード、タッチダウン1回を挙げている。
1990年にも49ersは、シーズンを14勝2敗で終えて初の3年連続スーパーボウル優勝が期待された。この年彼は怪我で5試合に欠場した。ニューヨーク・ジャイアンツとのNFCチャンピオンシップゲームの第4Q終盤、13-12とリードしている場面で彼はファンブルしてしまい、ジャイアンツのローレンス・テイラーがボールをリカバー、その後ジャイアンツがフィールドゴールを決めて13-15でチームは敗れた。これが彼の49ersでの最後の試合となった。

### オークランド・レイダース
1991年4月、彼はロニー・ロットと共にロサンゼルス・レイダースにプランBで移籍、1991年には13試合に先発出場したが、ランで590ヤード、1タッチダウンに終わりレイダースからカットされた。

### ミネソタ・バイキングス
1992年にミネソタ・バイキングスと契約し、2シーズンを主に控えRBとして過ごし、1993年シーズン終了後に引退した。
彼はプレーオフに11年間のキャリアを通して毎年出場し、プロボウルにも4回選ばれている。（1985年、1987年、1988年、1989年）

## 記録
1985年にNFL初の1,000ヤードラン、1,000ヤードパスレシーブを同一シーズンに達成した選手となった。その後もこの記録は1999年のマーシャル・フォークしか達成していない。また彼は1985年に92回のパスレシーブを記録、これはワイドレシーバーを抑えてリーグトップの記録だった。1988年には1502ヤードを走り、49ersの1シーズンのラン獲得ヤード記録を達成、この記録は1998年のガリソン・ハーストにより1570ヤードの記録が達成されるまで破られなかった。現在のチーム記録は2006年のフランク・ゴアによる1695ヤードとなっている。1988年にもラン、パスでの合計獲得ヤードが自身2度目となる2000ヤード以上となった。
NFL11年間で彼は8189ヤードをランで獲得し、566回のパスキャッチ、4911ヤードをレシーブで獲得、3回のキックオフリターンで43ヤードを獲得、合計獲得ヤード13,43ヤード、73回のタッチダウンを記録している。（ランで56回、レシーブで17回）
2007年シーズン終了時点でも、彼は1シーズンのパスレシーブ回数トップとなった、またスーパーボウル1試合での100ヤード以上をパスで獲得した唯一のランニングバックである。
プロボウルにハーフバック、フルバックのそれぞれで選ばれた最初の選手である。彼の他にはスティーブン・デービスしかこの記録を達成していない。
49ers時代にランで1,686回走っているがこれはプロフットボール殿堂入りを果たしたジェットエンジン、ジョー・ペリーよりも19回多い。
49ers時代に7,064ヤードを走り、ラッシングTDを50回あげているが、いずれもジョー・ペリーに次ぐチーム歴代2位。
49ers時代に508レシーブをあげているが、これはチーム歴代3位、RBとしては歴代1位である。